# Ardeadoris cruenta
Ardeadoris cruenta (лат.) — вид ярко окрашенных брюхоногих моллюсков семейства Chromodorididae из отряда голожаберных (Nudibranchia). Обитают в Индо-Тихоокеанской области .
Его название происходит от женской формы латинского слова cruentus, что означает «окрашенный кровью» и является ссылкой на красные пятна на верхней части спины.

## Таксономия
Вид был впервые описан в 1986 году под названием Glossodoris cruenta Rudman, 1986. Он был переведен в род Ardeadoris на основании молекулярных исследований и данных ДНК.

## Описание
Ardeadoris cruenta имеет тело бледно-лимонного цвета с ярко-жёлтой и белой бахромчатой мантией и ногой. На спине рядом с краем мантии имеются красные точки в виде круга. Ринофоры и жабры имеют такой же бледно-лимонный цвет, как и тело, хотя у отдельных особей наблюдаются некоторые различия в окраске. Он достигает длины не менее 50 мм. Этот вид имеет сходную окраску с морским слизнем Ardeadoris rubroannulata, хотя у этого вида отсутствуют красные точки, имеющиеся у Ardeadoris cruenta.

## Экология
Как и другие хромодориды Chromodorididae, этот вид питается губками.

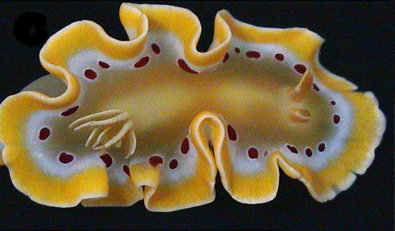

## Распространение
Вид был описан с острова Оспрей, Большой Барьерный риф (Австралия), в тропической западной части Тихого океана. Он также был зарегистрирован на Филиппинах, в проливе Лембех на севере Сулавеси, Восточном Тиморе и Соломоновых островах.

## Сходные виды
- Hypselodoris maritima
- Goniobranchus tritos
- Goniobranchus leopardus